# اقتصاد ورزش
اقتصاد ورزش شاخه ای از علم اقتصاد است که به تحلیل و بررسی فعالیت های اقتصادی مرتبط با ورزش و تاثیرات آن بر اقتصاد کلان و رشد فرهنگی و اجتماعی کشورها می پردازد. این حوزه شامل بررسی بازارهای ورزشی، اسپانسریپ، تبلیغات و بازاریابی ورزشی، مدیریت باشگاه ها و ورزشگاه ها و اثرات اقتصادی رویداد های ورزشی می باشد.

## تاثیرات اقتصاد ورزشی بر اقتصاد ملی
افزایش تولید ناخالص ملی
برگزاری رویدادها و تورنمنت های بزرگ ورزشی مثل المپیک و جام جهانی به صورت مستقیم و غیرمستقیم بر روی افزایش درآمد و تولید ناخالص ملی اثر گذار است.
ایجاد فرصت های شغلی
صنعت ورزش می تواند فرصت های شغلی فراوان مانند مدیریت ورزشی، بازاریابی، مربیگری، رسانه ها و تولیدات لوازم ورزشی شود.
جذب سرمایه های خارجی
انگام رویداد های ورزشی می تواند توجه سرمایه گذاران خارجی را به خود جلب کند. این سرمایه گذاری ها می تواند در قالب ساخت و توسعه  زیرساخت‌های ورزشی، گردشگری، هتل سازی و حمل و نقل شود.